# Caroline Hoxby

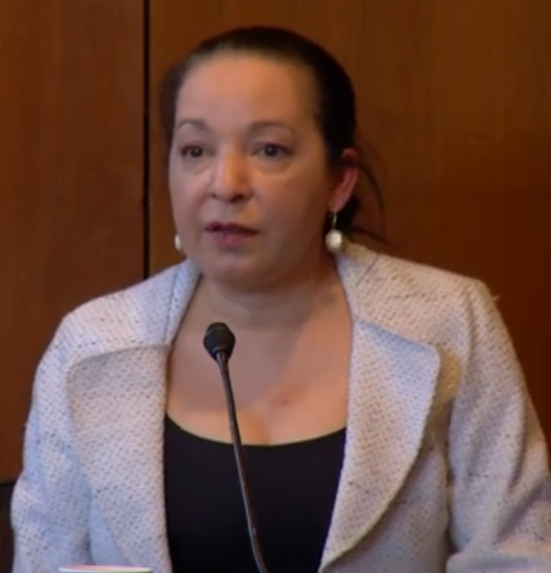
Caroline Hoxby

Caroline Minter Hoxby (* 1966) ist eine US-amerikanische Wirtschaftswissenschaftlerin.

## Werdegang, Forschung und Lehre
Hoxby ist die Tochter von Steven Minter, der unter Jimmy Carter einer der führenden Beamten im 1979 eingeführten Bildungsministerium der Vereinigten Staaten war. Sie studierte an der Harvard University, an der sie 1988 summa cum laude graduierte. Anschließend erhielt sie ein Rhodes-Stipendium und studierte bis zum Abschluss als Master of Philosophy in Wirtschaftswissenschaft 1990 an der University of Oxford, ehe sie 1994 erfolgreichihr Ph.D.-Studium in Wirtschaftswissenschaft am Massachusetts Institute of Technology absolvierte.
Ab 1994 arbeitete Hoxby an der Harvard University, zunächst als Assistant Professor und später als Associate Professor. 2001 wurde sie an der Hochschule zum ordentlichen Professor berufen. Sie war dort die einzige afroamerikanische Dozentin mit einem Tenure-Track. 2007 folgte sie gemeinsam mit ihrem Ehemann Blair Hoxby, Professor für englische Literatur, einem Ruf der Stanford University.
Hoxby leitet als Direktorin das Economics of Education Program am National Bureau of Economic Research.
Hoxbys Arbeitsschwerpunkte liegen im Bereich der Bildungsökonomik, insbesondere wie höhere Bildung sich einerseits auf den Arbeitsmarkt sowie sich andererseits auf die Kosten für höhere Bildung auswirkt und damit zu Zugangsbeschränkungen für Personen mit niedrigerem Einkommen führt. Hierauf anknüpfend untersucht sie auch, wie staatliche Ausgaben und Lenkungsmaßnahmen durch Besteuerung sich auf das Besuchen von Colleges auswirkt. Eine Studie, inwiefern größerer Wettbewerb und vereinfachte Schulwahl Bildungsniveau, Vergütung der Lehrer und die Produktivität von Schulen erhöht, erzeugte höheres Medienecho mit Abdeckung unter anderem im Wall Street Journal.
Von 1997 bis 2004 war sie MacArthur Fellow und von 1999 bis 2001 Sloan Research Fellow. 2020 wurde sie in die American Academy of Arts and Sciences und als Auswärtiges Mitglied in die British Academy gewählt.